# Мамедова, Гюльхара Иса кызы
Гюльхар Иси кызы Мамедова (азерб. Gülxar İsi qızı Məmmədova; 19 февраля 1923, Махрызлы — ?) — советский азербайджанский хлопковод, Герой Социалистического Труда (1951).

## Биография
Родилась 19 февраля 1923 года в селе Махризлы Азербайджанская ССР (ныне село в Агдамском районе).
С 1941 года — звеньевая, с 1967 года — колхозница колхоза имени Орджоникидзе Агдамского района. В 1950 году получила урожай хлопка 86,2 центнеров с гектара на площади 7,5 гектаров.
Указом Президиума Верховного Совета СССР от 25 июля 1951 года за получение высоких урожаев хлопка в 1950 году на поливных землях Мамедовой Гюльхар Иса кызы присвоено звание Героя Социалистического Труда с вручением ордена Ленина и золотой медали «Серп и Молот».
Член КПСС с 1946 года.